# Futebol nos Jogos Olímpicos de Verão de 2012 - Convocações masculinas
As listas a seguir se referem aos atletas convocadas pelas equipes de seus países para a disputa do torneio de futebol masculino nos Jogos Olímpicos de Verão de 2012, em Londres.
O torneio masculino, faz restrições de apenas 3 jogadores acima dos 23 anos. Cada equipe deverá enviar um time de 18 jogadoras sendo no mínimo dois goleiros. Cada equipe pode também manter uma lista alternativa de 4 jogadoras que poderão substituir qualquer atleta da lista oficial em caso de lesão.

## Grupo A

### Grã-Bretanha
Treinador:  Stuart Pearce

### Senegal
Treinador:  Joseph Koto

### Uruguai
Treinador:  Óscar Tabárez

### Emirados Árabes Unidos
Treinador:  Mahdi Redha

## Grupo B

### México
Treinador:  Luis Tena

### Coreia do Sul
Treinador:  Hong Myung-Bo

### Gabão
Treinador:  Mbourounot

### Suíça
Treinador:  Pierluigi Tami

## Grupo C

### Brasil
Treinador:  Mano Menezes

### Egito
Treinador:  Hani Ramzy

### Bielorrússia
Treinador:  Georgiy Kandratsyew

### Nova Zelândia
Treinador:  Neil Emblen

## Grupo D

### Japão
Treinador:  Takashi Sekizuka

### Honduras
Treinador:  Luis Fernando Suárez

### Marrocos
Treinador:  Pim Verbeek

### Espanha
Treinador:  Luis Milla